# Beihefte zum Botanischen Centralblatt
Beihefte zum Botanischen Centralblatt (abreviado Beih. Bot. Centralbl.) es una revista con descripciones botánicas que fue editada en Kassel (Alemania). Se publicaron 17 números en los años 1891–1904. Fue reemplazada por Beihefte zum Botanischen Centralblatt. Zweite Abteilung.